# Cyrtodactylus fumosus
Espèce
Synonymes
- Gymnodactylus fumosus Müller, 1895

Cyrtodactylus fumosus est une espèce de geckos de la famille des Gekkonidae.

## Répartition
Cette espèce est endémique d'Indonésie. Elle se rencontre à Java, à Sulawesi et à Halmahera.

## Publication originale
- Müller, 1895 : Reptilien und Amphibien aus Celebes. (II. Bericht). Verhandlungen der Naturforschenden Gesellschaft in Basel, vol. 10, p. 862-869 (texte intégral).